# جنگل‌های پهن‌برگ هیمالیای شرقی
جنگل‌های پهن‌برگ هیمالیای شرقی (به لاتین: Eastern Himalayan broadleaf forests) یک منطقهٔ مسکونی و جنگل در بوتان (کشور) است.